# Associazione Calcio Brescia 1967-1968
Questa voce raccoglie i dati riguardanti l'Associazione Calcio Brescia nelle competizioni ufficiali della stagione 1967-1968.

## Stagione
Nella stagione 1967-1968 il Brescia ottiene il quindicesimo posto in classifica, appaiata alla SPAL, anch'essa retrocessa a fine stagione, ma con una differenza reti peggiore della squadra emiliana.
Renato Gei lascia il ruolo di allenatore delle rondinelle ad Azeglio Vicini, futuro commissario tecnico della nazionale italiana.
Il campionato inizia con una vittoria sul Cagliari di Gigi Riva. Si deve attendere la settima giornata con la prima rete di Gaetano Troja che regala al Brescia la vittoria a Firenze.
Ad illudere i tifosi giunge la vittoria sull'Inter (2-0) e la vittoria di Bergamo nel derby con l'Atalanta (3-1).

Il girone di andata si chiude con 13 punti in classifica, ma nel disastroso girone di ritorno vengono raccolti solo 9 punti, che condanneranno le rondinelle alla retrocessione.
In Coppa Italia il Brescia è stato eliminato al primo turno avendo perso 2-4 contro l'Inter.

## Divise
Nel corso dell'attuale stagione furono conservati sia il template con scaglione rovesciato sia i colori impiegati per tutti gli anni sessanta: blu Savoia con scaglione bianco per la prima divisa, e rosso con scaglione pure bianco per la seconda maglia.
| Casa | Trasferta |

## Rosa
| N. |                   | Ruolo | Calciatore        |
| -- | ----------------- | ----- | ----------------- |
|    | Italia (bandiera) | P     | Luigi Brotto      |
|    | Italia (bandiera) | P     | Ernesto Galli     |
|    | Italia (bandiera) | D     | Alberto Fumagalli |
|    | Italia (bandiera) | D     | Eugenio Rizzolini |
|    | Italia (bandiera) | D     | Giampiero Vitali  |
|    | Italia (bandiera) | D     | Bernardino Busi   |
|    | Italia (bandiera) | D     | Giuseppe Tomasini |
|    | Italia (bandiera) | D     | Giovanni Botti    |
|    | Italia (bandiera) | D     | Fernando Mangili  |
|    | Italia (bandiera) | D     | Domenico Casati   |
|    | Italia (bandiera) | C     | Dino D'Alessi     |

| N. |                     | Ruolo | Calciatore        |
| -- | ------------------- | ----- | ----------------- |
|    | Italia (bandiera)   | C     | Bruno Mazzia      |
|    | Germania (bandiera) | C     | Albert Brülls     |
|    | Italia (bandiera)   | C     | Giordano Colausig |
|    | Italia (bandiera)   | C     | Rinaldo Frezza    |
|    | Italia (bandiera)   | A     | Egidio Salvi      |
|    | Italia (bandiera)   | A     | Gaetano Troja     |
|    | Germania (bandiera) | A     | Jürgen Schütz     |
|    | Italia (bandiera)   | A     | Ariedo Braida     |
|    | Italia (bandiera)   | A     | Glauco Gilardoni  |
|    | Italia (bandiera)   | A     | Mauro Nardoni     |

## Risultati

### Serie A

#### Girone di andata
| Arbitro: | Angonese (Mestre) |

|                |           |                |
| Mazzia 1’, 69’ | Marcatori | 50’ Boninsegna |

| Arbitro: | Gussoni (Varese) |

|                               |           |  |
| Meroni 56’ (rig.) Ferrini 70’ | Marcatori |  |

| Brescia 8 ottobre 1967 3ª giornata | Brescia               | 0 – 0 | Bologna | Stadio Mario Rigamonti\| Arbitro: \| De Marchi (Pordenone) \| |
| Arbitro:                           | De Marchi (Pordenone) |       |         |                                                               |

| Arbitro: | Monti (Ancona) |

|  |           |            |
|  | Marcatori | 36’ Brenna |

| Arbitro: | Acernese (Roma) |

|             |           |  |
| Corelli 34’ | Marcatori |  |

| Arbitro: | De Robbio (Salerno) |

|            |           |               |
| Casati 81’ | Marcatori | 6’, 87’ Vieri |

| Arbitro: | Di Tonno (Lecce) |

|  |           |           |
|  | Marcatori | 73’ Troja |

| Arbitro: | Lo Bello (Siracusa) |

|                        |           |  |
| Fumagalli 3’ Salvi 63’ | Marcatori |  |

| Arbitro: | Giunti (Arezzo) |

|            |           |                                         |
| Danova 53’ | Marcatori | 20’ Troja 41’ Botti 87’ (rig.) D'Alessi |

| Varese 3 dicembre 1967 10ª giornata | Varese           | 0 – 0 | Brescia | Stadio Franco Ossola\| Arbitro: \| Torelli (Milano) \| |
| Arbitro:                            | Torelli (Milano) |       |         |                                                        |

| Arbitro: | Bernardis (Trieste) |

|                     |           |                |
| D'Alessi 89’ (rig.) | Marcatori | 68’, 86’ Prati |

| Arbitro: | Picasso (Chiavari) |

|  |           |              |
|  | Marcatori | 29’ De Paoli |

| Arbitro: | De Robbio (Salerno) |

|                  |           |  |
| Taccola 29’, 39’ | Marcatori |  |

| Arbitro: | Lattanzi (Roma) |

|  |           |            |
|  | Marcatori | 53’ Schutz |

| Brescia 14 gennaio 1968 15ª giornata | Brescia          | 0 – 0 | Napoli | Stadio Mario Rigamonti\| Arbitro: \| Sbardella (Roma) \| |
| Arbitro:                             | Sbardella (Roma) |       |        |                                                          |

#### Girone di ritorno
| Arbitro: | D'Agostini (Roma) |

|                           |           |  |
| Riva 48’, 75’ Greatti 78’ | Marcatori |  |

| Arbitro: | Monti (Ancona) |

|  |           |                                               |
|  | Marcatori | 18’, 85’ Moschino 38’, 76’ Combin 53’ Facchin |

| Arbitro: | Bernardis (Trieste) |

|  |           |                           |
|  | Marcatori | 19’ Mazzia 39’, 43’ Troja |

| Arbitro: | De Marchi (Pordenone) |

|                              |           |            |
| Lazzotti 14’, 20’ Parola 26’ | Marcatori | 73’ Braida |

| Arbitro: | Giunti (Arezzo) |

|  |           |                   |
|  | Marcatori | 38’ (aut.) Mazzia |

| Arbitro: | Gussoni (Varese) |

|             |           |  |
| Cristin 89’ | Marcatori |  |

| Arbitro: | Di Tonno (Lecce) |

|            |           |             |
| Braida 53’ | Marcatori | 32’ Bertini |

| Arbitro: | Francescon (Padova) |

|                                 |           |  |
| Nielsen 33’ Domenghini 53’, 83’ | Marcatori |  |

| Arbitro: | Gonella (Asti) |

|                      |           |               |
| Troja 32’ Schutz 46’ | Marcatori | 58’ Santonico |

| Arbitro: | Sbardella (Roma) |

|  |           |                     |
|  | Marcatori | 44’ (aut.) Tomasini |

| Arbitro: | De Marchi (Pordenone) |

|            |           |  |
| Rivera 88’ | Marcatori |  |

| Arbitro: | Di Tonno (Lecce) |

|                        |           |                  |
| Zigoni 38’ Del Sol 76’ | Marcatori | 21’ (aut.) Sacco |

| Arbitro: | Angonese (Mestre) |

|                   |           |  |
| Schutz 26’ (rig.) | Marcatori |  |

| Brescia 5 maggio 1968 29ª giornata | Brescia        | 0 – 0 | Lanerossi Vicenza | Stadio Mario Rigamonti\| Arbitro: \| Gonella (Asti) \| |
| Arbitro:                           | Gonella (Asti) |       |                   |                                                        |

| Napoli 12 maggio 1968 30ª giornata | Napoli          | 0 – 0 | Brescia | Stadio San Paolo\| Arbitro: \| Genel (Trieste) \| |
| Arbitro:                           | Genel (Trieste) |       |         |                                                   |

### Coppa Italia

#### Primo turno
| Arbitro: | Marengo (Chiavari) |

|                                                  |           |                         |
| Burgnich 11’ Mazzola 29’ (rig.), 72’ Nielsen 51’ | Marcatori | 73’ Troja 74’ Gilardoni |

## Statistiche

### Statistiche di squadra
| Competizione | Punti | In casa | In casa | In casa | In casa | In casa | In casa | In trasferta | In trasferta | In trasferta | In trasferta | In trasferta | In trasferta | Totale | Totale | Totale | Totale | Totale | Totale | DR  |
| Competizione | Punti | G       | V       | N       | P       | Gf      | Gs      | G            | V            | N            | P            | Gf           | Gs           | G      | V      | N      | P      | Gf     | Gs     | DR  |
| ------------ | ----- | ------- | ------- | ------- | ------- | ------- | ------- | ------------ | ------------ | ------------ | ------------ | ------------ | ------------ | ------ | ------ | ------ | ------ | ------ | ------ | --- |
| Serie A      | 22    | 15      | 4       | 4       | 7       | 10      | 16      | 15           | 4            | 2            | 9            | 10           | 19           | 30     | 8      | 6      | 16     | 20     | 35     | -15 |
| Coppa Italia | -     | -       | -       | -       | -       | -       | -       | 1            | 0            | 0            | 1            | 2            | 4            | 1      | 0      | 0      | 1      | 2      | 4      | -2  |
| Totale       | -     | 15      | 4       | 4       | 7       | 10      | 16      | 16           | 4            | 2            | 10           | 12           | 23           | 31     | 8      | 6      | 17     | 22     | 39     | -17 |

### Statistiche dei giocatori
| Giocatore    | Serie A  | Serie A | Coppa Italia | Coppa Italia | Totale   | Totale |
| Giocatore    | Presenze | Reti    | Presenze     | Reti         | Presenze | Reti   |
| ------------ | -------- | ------- | ------------ | ------------ | -------- | ------ |
| G. Botti     | 13       | 1       | 0            | 0            | 13       | 1      |
| A. Braida    | 16       | 2       | 0            | 0            | 16       | 2      |
| L. Brotto    | 21       | -19     | 1            | -4           | 22       | -23    |
| A. Brülls    | 11       | 0       | 0            | 0            | 11       | 0      |
| B. Busi      | 12       | 0       | 0            | 0            | 12       | 0      |
| G. Colausig  | 11       | 0       | 0            | 0            | 11       | 0      |
| D. D'Alessi  | 25       | 2       | 1            | 0            | 26       | 2      |
| R. Frezza    | 3        | 0       | 1            | 0            | 4        | 0      |
| A. Fumagalli | 22       | 0       | 1            | 0            | 23       | 0      |
| E. Galli     | 10       | -16     | 0            | -0           | 10       | -16    |
| G. Gilardoni | 5        | 0       | 1            | 1            | 6        | 1      |
| F. Mangili   | 12       | 0       | 1            | 0            | 13       | 0      |
| B. Mazzia    | 20       | 3       | 1            | 0            | 21       | 3      |
| M. Nardoni   | 5        | 0       | 1            | 0            | 6        | 0      |
| E. Rizzolini | 28       | 0       | 1            | 0            | 29       | 0      |
| E. Salvi     | 21       | 1       | 1            | 0            | 22       | 1      |
| J. Schutz    | 20       | 3       | 0            | 0            | 20       | 3      |
| G. Tomasini  | 22       | 0       | 0            | 0            | 22       | 0      |
| G. Troja     | 26       | 5       | 1            | 1            | 27       | 6      |
| G. Vitali    | 18       | 0       | 1            | 0            | 19       | 0      |